# موريس بورتون
موريس بورتون (بالإنجليزية: Maurice Burton) هو دراج جامايكي، ولد في 25 أكتوبر 1955 في لندن في المملكة المتحدة.

## وصلات خارجية
- موريس بورتون على موقع أرشيف الدراجات (الإنجليزية)
- موريس بورتون على موقع إحصائيات الدراجات الإحترافية (الإنجليزية)